# Hor-nechen-chered
Hor-nechen-chered ist als altägyptische Gottheit eine Bezeichnung des Horus als Kleinkind. Hor-nechen-chered ist unter dieser Bezeichnung nur im Alten Reich in den Pyramidentexten erwähnt.

## Etymologie und Darstellung
In den schriftlichen Quellen wechseln öfter die Bezeichnungen für Horus als Kind. Die zumeist verwendete Variante schließt das Lexem nechen ein, erst danach folgt chered und nur einmal hwn. Daneben wird Horus, das kleine Kind in den weiteren Nebenformen Kind in Chemmis und Kind im Inneren seines Nestes genannt.
Der Name des Horus ist daher zumeist durch die beiden Bezeichnungen nechen und chered als Epitheton erweitert. Chered steht als Titel für ein Kind ohne bestimmtes Alter, in Kombination mit nechen wird jedoch auf die Lebensphase eines Säuglings oder Kleinkind angespielt, weshalb das Epitheton in diesem Fall für junges Kind beziehungsweise kleines Kind steht.
Die näheren Beschreibungen in den Pyramidentexten zeigen zur späteren Ikonografie, beispielsweise des Harpokrates, den markanten Unterschied, dass sich der Zeigefinger des Hor-nechen-chered im Mund statt an der Unterlippe des Mundes befindet. Hintergrund dieser abweichenden frühen Ikonografie bildet das Ziel, Horus als sehr junges Kind darzustellen.

## Inhalt der Pyramidentexte

### Text 663–664
„Die Schlange ist gefährlich für Horus als kleines Kind mit dem Finger im Mund. Der König (Pharao) ist auch das kleine Horuskind mit dem Finger im Mund. Wenn es für ihn gefährlich wird, wird er auf die Schlange treten, aber wenn er weise ist, wird er nicht auf dich treten.“

### Text 1214–1215
Als Sohn der Isis-weret und des Osiris wird Horus, das kleine Kind bezüglich seines Aufenthaltes in Chemmis beschrieben:

„Die große Isis, die in Chemmis ihren Gürtel knüpft, indem sie ihren djais-Stoff gebracht hat und sie vor ihrem Sohn Horus, dem kleinen Kind, räuchert, damit er das Land in seinen beiden weißen Sandalen durchquert, und geht, um seinen Vater Osiris zu sehen.“

Der geschilderte Vorgang bezeichnet das so genannte tjes-medjeh-Ritual, durch welches das Erreichen des Erwachsenenalters symbolisch beschrieben wird. Der Gürtel und die Sandalen werden als zusätzliche Gegenstände einbezogen, um deutlich zu machen, dass das kleine Horuskind nicht mehr nackt ist und damit den kindlichen Status hinter sich lässt.

### Text 1320
Im Zusammenhang des Königs bezüglich seines Himmelsaufstieges ist zu lesen:

„Er (der König) ist Horus, das Kind, der Jüngling, wenn dieser König aufsteigt und sich in den Himmel begibt.“